# Reinhold Bahmann
Felix Waldemar Reinhold Bahmann (* 28. März 1883 in Dresden; † nicht ermittelt) war ein deutscher Redakteur und Schriftsteller.

## Leben und Wirken
Er war der Sohn des Dresdner Kaufmanns Karl Oskar Bahmann und dessen Ehefrau Eugenie Cäcilie Hedwig Bahmann geborene Dietze. Nach dem Schulbesuch studierte er Medizin, Germanistik und Philosophie. Danach war er als Verlagsredakteur in Gotha und später als Hauptschriftleiter in Leipzig tätig. Er gab von 1924 bis 1933 die Leipziger populäre Zeitschrift für Homöopathie und danach wieder ab 1939 heraus.
1905 wurde er als „einer unserer besten Jugendschriftsteller“ bezeichnet.
Am 27. September 1917 heiratete Bahmann in Dresden die Tochter des dortigen, weitläufig mit ihm verwandten Kaufmanns Bahmann. Diese Ehe wurde 1929 in Leipzig geschieden.

## Schriften (Auswahl)
- Aus unserer Väter Tagen. Bilder aus der deutschen Geschichte. An der römischen Grenzmark. Verlag von Alexander Köhler, Dresden und Leipzig o. J.
- Am Römerwall. Geschichtliche Erzählung von der Saalburg. Für die reifere Jugend und das Volk. Verlag von Alexander Köhler, Dresden und Leipzig 1905.
- Im Siegeslauf! Geschichtliche Erzählung aus dem Jahre 1870. Aus der Reihe "Aus unser Väter Tagen. Bilder aus der deutschen Geschichte". Verlag von Alexander Köhler, Dresden und Leipzig 1906.
- Aus unserer Väter Tagen. Im Strome der Völkerwanderung. Verlag von Alexander Köhler, Dresden und Leipzig 1906.
- Aus unserer Väter Tagen. Das Kreuz im deutschen Walde. Verlag von Alexander Köhler, Dresden und Leipzig 1910.
- Aus unserer Väter Tagen. Um Krone und Reich. Verlag von Alexander Köhler, Dresden und Leipzig 1912.
- Aus unserer Väter Tagen. An des Reiches Ostmark - geschichtliche Erzählung. Verlag von Alexander Köhler, Dresden und Leipzig 1912.
- Aus unserer Väter Tagen. Im Kampfe um Deutschlands Freiheit. Geschichtliche Erzählung aus der Zeit von 1813–1815. Verlag von Alexander Köhler, Leipzig o. J.
- Matthias Claudius spricht zu uns. Auswahl, Zusammenstellung und Nachwort von Reinhold Bahmann (Reclams Universal-Bibliothek Nr. 7550). Verlag von Philipp Reclam jun., Leipzig 1943.